# My Last Breath
My Last Breath è un singolo del cantautore britannico James Newman, pubblicato il 27 febbraio 2020 su etichetta discografica BMG Rights Management. Il brano è scritto dallo stesso cantante con Adam Argyle, Ed Drewett e Iain James.
Il brano è stato selezionato internamente dall'ente radiotelevisivo nazionale BBC per rappresentare il Regno Unito all'Eurovision Song Contest 2020 a Rotterdam, nei Paesi Bassi. Facendo il Regno Unito parte dei Big Five, il brano avrà accesso direttamente alla serata finale del 16 maggio 2020.

## Tracce
1. My Last Breath – 2:35